# Erazm Grotowski
Erazm Kazimierz Grotowski herbu Rawicz (ur. 20 maja 1865 w Jaworznie, zm. 15 września 1942 w Warszawie) – pułkownik saperów cesarskiej i królewskiej armii, tytularny generał dywizji Wojska Polskiego.

## Życiorys
Był synem Stanisława i Danieli z Jelonkowskich oraz młodszym bratem Bolesława Grotowskiego, profesora w I Gimnazjum Męskim w Rzeszowie. Po ukończeniu szkoły realnej rozpoczął studia na politechnice. Po czterech semestrach przeniósł się do Technicznej Akademii Wojskowej w Wiedniu. W 1886 rozpoczął zawodową służbę w cesarskiej i królewskiej armii. Został wcielony do 1 Ciężkiego Dywizjonu w Wadowicach, który 1 stycznia 1894 został przeformowany w 1 Pułk Artylerii Dywizyjnej. W 1896, jako oficer wadowickiego pułku był przydzielony do Wojskowego Komitetu Technicznego w Wiedniu. Był specjalistą od materiałów wybuchowych i gazów bojowych. W 1914 wyznaczony został na stanowisko szefa Oddziału Chemicznego w Komitecie Wojskowo-Technicznym oraz kierownika komisji odbioru masek przeciwgazowych.
W listopadzie 1918 przyjechał z Wiednia do Warszawy i zamieszkał u wdowy Amelii Różyckiej córki Juliana Różyckiego, z którą po zakończeniu wojny z bolszewikami zawarł związek małżeński. Przyjęty do Wojska Polskiego i powołany na stanowisko komendanta zbrojowni w Krakowie. W lutym 1919 powrócił do Warszawy, do Ministerstwa Spraw Wojskowych, na stanowisko szefa Sekcji Chemicznej w Departamencie VI Artyleryjskim. Zastąpił na tym stanowisku inż. Stanisława Mincewicza. 10 marca 1920, po reorganizacji ministerstwa, wyznaczony został na stanowisko II pomocnika szefa Departamentu V Uzbrojenia – szefa Sekcji 5 Chemicznej. 1 maja 1920 został zatwierdzony z dniem 1 kwietnia 1920 w stopniu generała podporucznika, w grupie oficerów byłej armii austriacko-węgierskiej.
W sierpniu 1921, po przejściu ministerstwa z organizacji wojennej na pokojową, mianowany został pomocnikiem szefa Departamentu III Artylerii i Uzbrojenia. Z dniem 15 lipca 1922 został mianowany II zastępcą generalnego inspektora artylerii. 8 października 1924 Prezydent RP Stanisław Wojciechowski nadał mu stopień tytularny generała dywizji. Z dniem 31 października 1924 został przeniesiony w stan spoczynku. Mieszkał wówczas w Warszawie przy ulicy Marszałkowskiej 136.
Zmarł 15 września 1942. Został pochowany na cmentarzu Powązkowskim w Warszawie (kwatera S-5-7). Jego żoną była Amelia z domu Różycka (1862-1940).

## Awanse
- podporucznik – 1 września 1886
- porucznik – 1 stycznia 1891
- kapitan – 1 maja 1897
- major – 1 listopada 1911
- podpułkownik – 1 maja 1915
- pułkownik – 1 lutego 1918
- generał podporucznik – 1 maja 1920 zatwierdzony z dniem 1 kwietnia 1920
- generał brygady - 3 maja 1922 zweryfikowany ze starszeństwem z dniem 1 czerwca 1919 w korpusie generałów
- tytularny generał dywizji – 8 października 1924 z dniem przeniesienia w stan spoczynku

## Ordery i odznaczenia
- Krzyż Komandorski Orderu Odrodzenia Polski (2 maja 1923)[7][8]
- Złota Odznaka Honorowa Ligi Obrony Powietrznej i Przeciwgazowej I stopnia[9]
- Kawaler Orderu Franciszka Józefa z dekoracją wojenną (Austro-Węgry)[10]
- Brązowy Medal Zasługi Wojskowej na czerwonej wstędze (Austro-Węgry)[10]
- Odznaka za Służbę Wojskową III Klasy (Austro-Węgry)[10]
- Medal Jubileuszowy Pamiątkowy dla Sił Zbrojnych i Żandarmerii (Austro-Węgry)[10]
- Krzyż Jubileuszowy Wojskowy (Austro-Węgry)[10]